# Dendropsophus tritaeniatus
Dendropsophus tritaeniatus é uma espécie de anfíbio da família Hylidae.
Pode ser encontrada nos seguintes países: Bolívia, Brasil e possivelmente em Peru.
Os seus habitats naturais são: savanas húmidas, campos de gramíneas de baixa altitude subtropicais ou tropicais sazonalmente húmidos ou inundados, rios, pântanos, marismas de água doce, marismas intermitentes de água doce e pastagens.
Está ameaçada por perda de habitat.